# Manuel Idígoras
Manuel Idígoras Aspiazu (Sevilla, 1 de enero de 1940-Ib., 22 de febrero de 2019) fue un futbolista español, que jugaba de delantero.

## Trayectoria
Tras pasar por las categorías inferiores, debutó en Primera División en la temporada 1960-61 con el Sevilla FC, club donde permaneció otra temporada más.
En 1962, mientras estaba haciendo el servicio militar, fue traspasado al RCD Español (en 2.ª división en la campaña 1962-63), donde estuvo tres temporadas. En su paso por el club catalán jugó 86 encuentros oficiales (incluidos dos partidos de Copa de Ferias) y anotó 16 goles. Fue el autor del gol que, en su temporada de debut, dio el ascenso al Español en el partido de desempate de la promoción ante el RCD Mallorca, disputado el 23 de mayo de 1963 en el Estadio Santiago Bernabéu.
En la temporada 1966-67 fue contratado por el Deportivo de La Coruña, donde ocupó plaza de delantero suplente, tras jugadores como Sánchez Lage o Manuel Loureda. Al final de temporada el equipo descendió a 2.ª división.
Su último club fue el Levante UD, en el que disputó la temporada 1967-68, descendiendo a Tercera División al final de temporada.